# Chronologie de la pandémie de Covid-19 au Québec
Pour un article plus général, voir Pandémie de Covid-19 au Québec.
Wikipédia ne donne pas de conseils médicaux ou sanitaires. Cet article est susceptible de contenir des informations obsolètes ou inexactes. Seul un professionnel de la santé est apte à vous fournir un avis médical, et seules les autorités sanitaires de votre pays sont compétentes pour donner des consignes de santé publique relatives à la pandémie de Covid-19.
Cet article relate la chronologie de la pandémie de Covid-19 au Québec et offre une vue détaillée et chronologique de l'évolution de la pandémie de Covid-19 au Québec. Depuis le début de la crise sanitaire, cet article documente les événements majeurs, les dates clés, et les mesures prises pour contrôler la propagation du virus. Il sert de référence pour comprendre l'impact de la pandémie et la réponse du Québec face à cette crise sans précédent.

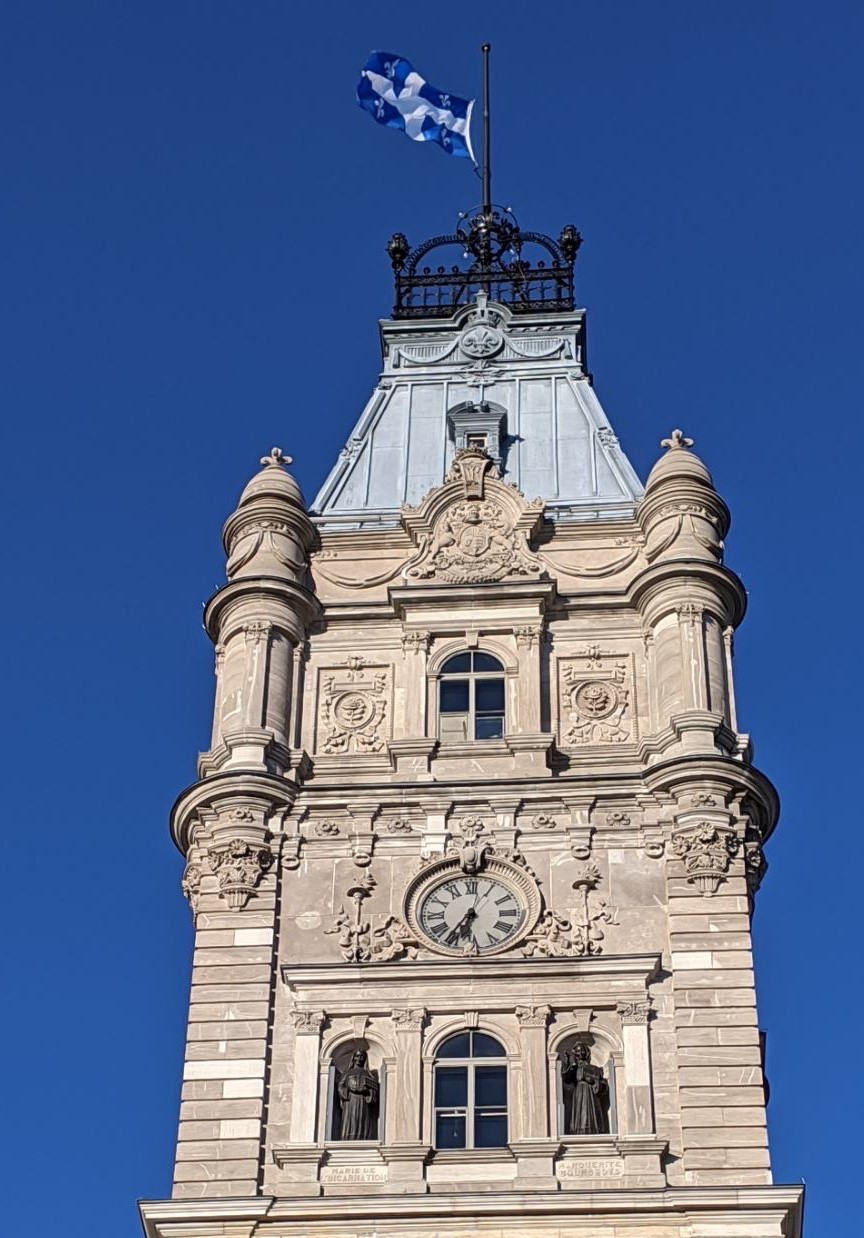
Drapeau du Québec en berne sur l'Assemblée nationale, le 13 mai 2020, en mémoire des victimes de la Covid-19

## Dates importantes

### 2019
- Novembre : première éclosion de Covid-19 à Wuhan en Chine.

### 2022
- 10 janvier : démission d'Horacio Arruda, directeur national de santé publique[40]
- 17 janvier : fin du couvre-feu
- 30 mars : début de la 6e vague[41]
- 14 mai : fin du port du masque obligatoire (sauf dans les transports en commun et les établissements de santé)[42]
- 18 juin : fin du port du masque obligatoire dans les transports en commun

## 2021

### Janvier

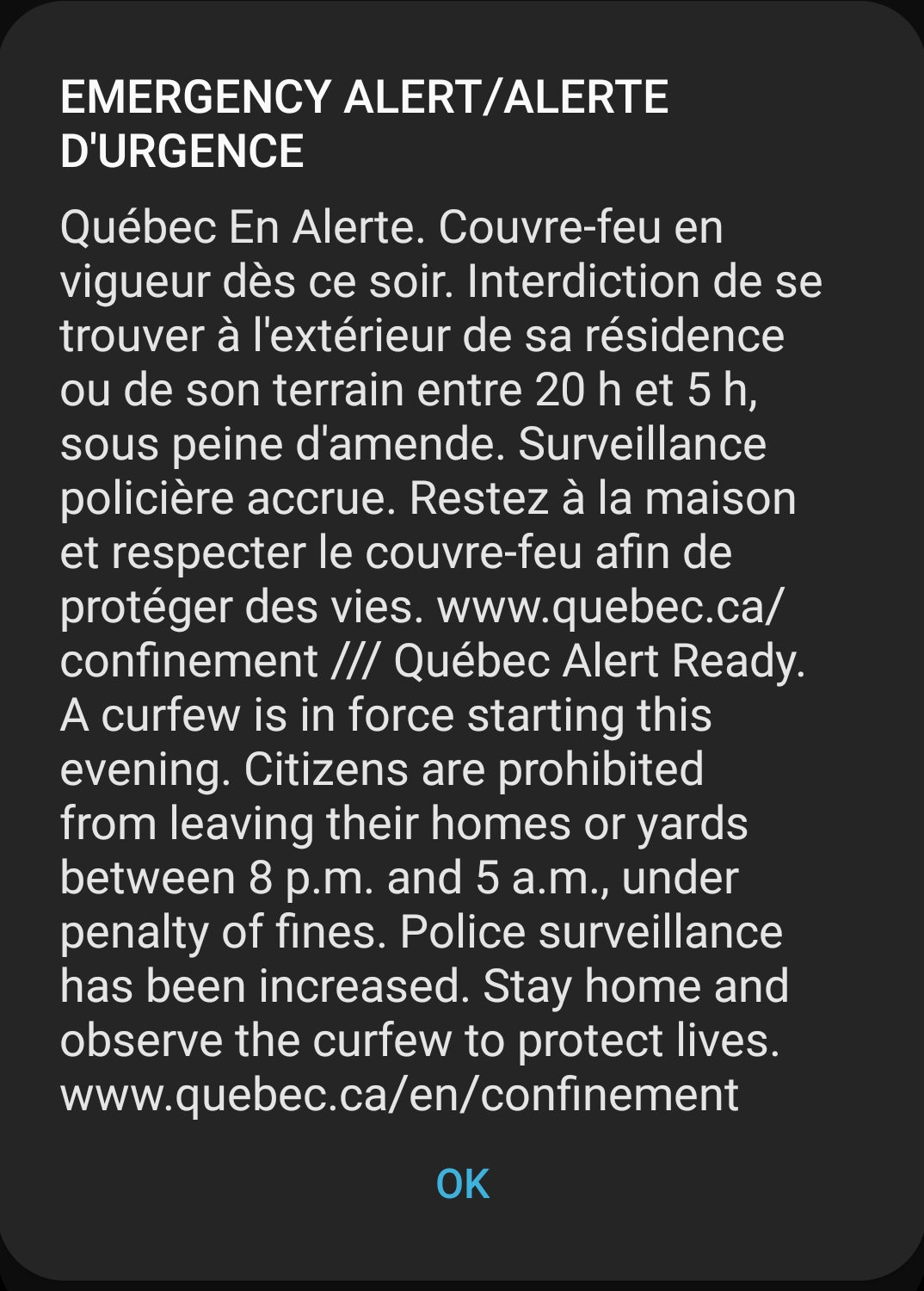
Message d'alerte du gouvernement du Québec pour le couvre-feu du 9 janvier 2021

Le 4 janvier, le député libéral Pierre Arcand est sanctionné par son parti pour être parti en vacances dans les Antilles pendant le Temps des Fêtes.
Le 6 janvier, le gouvernement repousse l'ouverture des magasins non-essentiels du 11 janvier au 8 février, annonce un couvre-feu de 20 h à 5 h, et une série d'autres mesures pour endiguer la deuxième vague.
Le 9 janvier, début du couvre-feu à 20 h jusqu'au 8 février, et report d'une semaine de l'ouverture des écoles secondaires. La mise en place du couvre-feu fait diminuer de moitié le nombre de visites à domicile selon une étude de l'INSPQ
Le 28 janvier, Orléans Express annonce la fin du service dans les régions du Québec à partir du 8 février, mis à part les trajets entre Montréal, Québec et Rimouski. Cette décision fait suite à la baisse de fréquentation observée, les autobus n'ayant parfois que deux ou trois passagers, sur les 24 qui sont permis.

### Février
Le 2 février, le gouvernement repousse la fin du couvre-feu du 8 février au 22 février, tout en annonçant des mesures d'assouplissement.
Le 8 février, réouverture des commerces non essentiels, centres commerciaux, salons de coiffure ainsi que lieux culturels (musées, bibliothèques).
Retour en zone orange pour l'Abitibi-Témiscamingue, le Saguenay-Lac-Saint-Jean, la Côte-Nord, la Gaspésie, le Bas-Saint-Laurent et le Nord-du-Québec. Dans ces régions, le couvre-feu passe à 21 h 30, les restaurants peuvent recevoir des clients en zone orange, à condition de recevoir des « bulles familiales » composées de deux adultes et de leurs enfants. Les cinémas, salles de spectacles et salles de sport (gyms) peuvent accueillir des clients, sur rendez-vous et à condition de tenir un registre.
La Cour supérieure du Québec rend son jugement sur la demande d'un groupe de parents qui tentent de forcer le gouvernement du Québec à offrir des cours en ligne, peu importe leur état de santé. Ce groupe invoque l'article 7 de la Charte canadienne des droits et libertés protégeant le droit à la vie et à la sécurité, ce que la cour la rejette, indiquant que les mesures mises en place par « le gouvernement assure le respect de la mission de l’école ».
Le 25 février 2021, ouverture des premiers rendez-vous, hors des résidences pour aînées, pour les Québécois. La vaccination est offerte aux Québécois de 85 ans et plus.
Dès le 26 février 2021, afin de permettre plus d'activités pour les familles lors de la semaine de relâche, le gouvernement du Québec annonce des assouplissements aux mesures en place. Les cinémas du Québec pourront rouvrir, avec certaines mesures de distanciation et le port du masque. Le sport intérieur est permis pour deux personnes ou en bulle familiale. Il est également permis de faire des activités extérieures en groupe de huit personnes, alors que ce nombre était limité à quatre en zones rouges. Ces mesures continueront de s'appliquer après la fin de la semaine de relâche le 7 mars.

### Mars

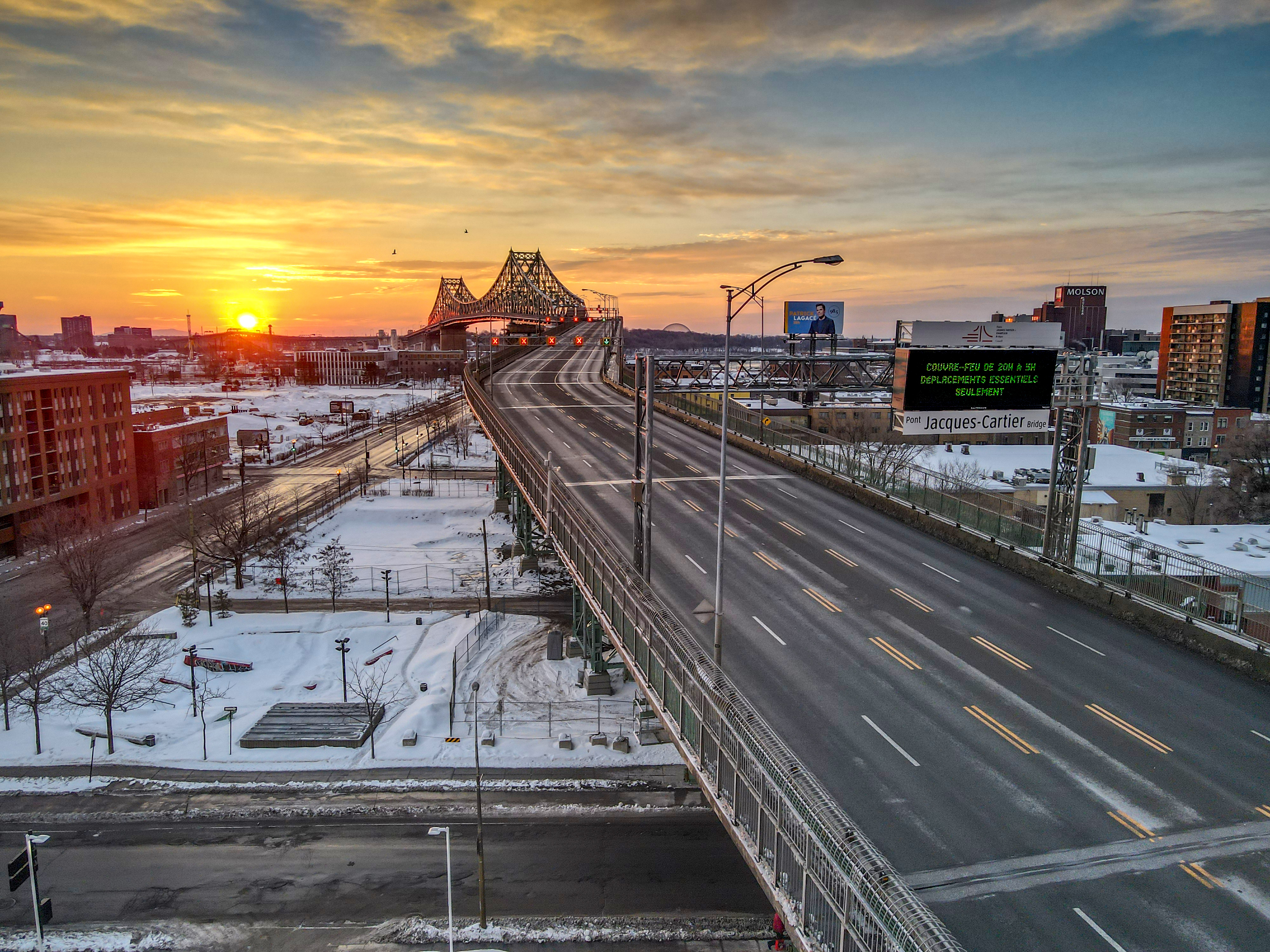
Pont Jacques-Cartier sans voitures peu de temps après la période de couvre-feu de à.

Le 7 mars, une manifestation a lieu dans la ville de Québec. Plus de 20 000 personnes réclament la reprise des sports.
Le 8 mars, retour en zone orange pour la Capitale-Nationale, l'Estrie, la Mauricie, Chaudière-Appalaches et le Centre-du-Québec, le Grand Montréal reste en zone rouge.
Le 11 mars, journée de commémoration nationale en mémoire des victimes de la Covid-19. Un an après que l'Organisation mondiale de la santé (OMS) ait décrété l'état d'urgence de pandémie mondiale,, la population du Québec est invitée à observer une minute de silence à 13 h, afin de commémorer la mort de plus de 10 000 Québécois du SARS-CoV-2,.
Le 15 mars, retour des activités sportives au préscolaire, au primaire et au secondaire, en groupe-classe seulement.
Le 17 mars, en zone rouge, le couvre-feu est repoussé de 20 h à 21 h 30
. François Legault indique dans son point de presse quotidien que tous les Québécois qui le désirent pourront être vaccinés avant le 24 juin 2021, jour de la Fête nationale du Québec.
Le 22 mars, dans la zone jaune et orange, les élèves de secondaire 3, 4 et 5 retournent à l'école à temps-plein.
Le 26 mars, fin du couvre-feu en zone jaune, en zone rouge, retour des gym et des salles de spectacles, et retour en zone jaune pour la Gaspésie–Îles-de-la-Madeleine, la Côte-Nord et le Nord-du-Québec. Les entraînements à l'intérieur se font soit individuellement, à deux ou avec des personnes de la même résidence. Les entraînements extérieurs se font à 8 personnes maximum qui proviennent de différentes adresses. En zone orange, pour les activités intérieures, 8 personnes autorisées, et 12 personnes pour les activités à l'extérieur.
Le 29 mars, en zone rouge, retour à l'école à temps-plein de tous les élèves de secondaire 3, 4 et 5.
Le 29 mars, début de la « troisième vague »,.

### Avril
Le 1er avril, à partir de 20 h, les régions de l'Outaouais, de la Capitale-Nationale, de Chaudière-Appalaches et du Bas-St-Laurent passent en zone rouge.
Du 1er avril à partir de 20 h jusqu'au lundi 12 avril, les villes de Gatineau, de Québec et de Lévis passent en « pause ». Dans ces trois villes, les commerces non-essentiels, les écoles, les théâtres, les cinémas, les musées, salons de coiffure, gym, etc. sont fermés. Les lieux de cultes sont limités à 25 personnes. Le couvre-feu dans les villes de Gatineau, de Québec et de Lévis est à 20 h pour cette période,.
Le 8 avril, en zone rouge, les gym sont fermés et le nombre maximum de personnes dans les lieux de cultes passent à 25. En zone orange, la capacité maximum que peuvent accueillir les lieux de cultes passent de 250 à 100,.
À la suite du point de presse du 8 avril, les mesures d'urgence dans la ville de Québec, de Lévis, de Gatineau et en Beauce sont prolongés jusqu'au dimanche 18 avril inclusivement.
Le 9 avril, nombre maximal de cas de la troisième vague (1 866 cas).
Le 11 avril, le couvre-feu dans l'île de Montréal et à Laval passe de 21 h 30 à 20 h.
Le 12 avril, en zone rouge, les élèves de secondaire 3, 4 et 5 retournent une journée sur deux à l'école, et les activités parascolaires sont annulés.
À la suite du point de presse du 13 avril du premier ministre du Québec, François Legault, les « mesures spéciales » dans les régions de la Capitale-Nationale, de Chaudière-Appalaches et de l'Outaouais sont prolongées jusqu'au 25 avril inclusivement. Dans la région de l'Outaouais et de Chaudière-Appalaches, les mesures spéciales sont appliqués dans toutes les villes de ces régions, à partir du 14 avril à 20 h. François Legault annonce que le masque est obligatoire à l'extérieur.
Le 14 avril, la région de la Côte-Nord passe de la zone jaune à la zone orange.
Le 14 avril, François Legault annonce des assouplissements sur ses réseaux sociaux concernant le masque obligatoire à l'extérieur. Il ajoute que dans une situation où « on est certain de toujours rester à plus de deux mètres » comme le tennis, le golf ou être assis dans un parc, « il n’est pas nécessaire de porter le masque ».
Le 20 avril, François Legault annonce que les mesures spéciales d'urgence dans les régions de l'Outaouais, de Chaudière-Appalaches et dans la Capitale-Nationale sont prolongées jusqu'au lundi 3 mai.
Le 27 avril, les mesures spéciales d'urgence sont prolongées jusqu'au 9 mai.

### Mai

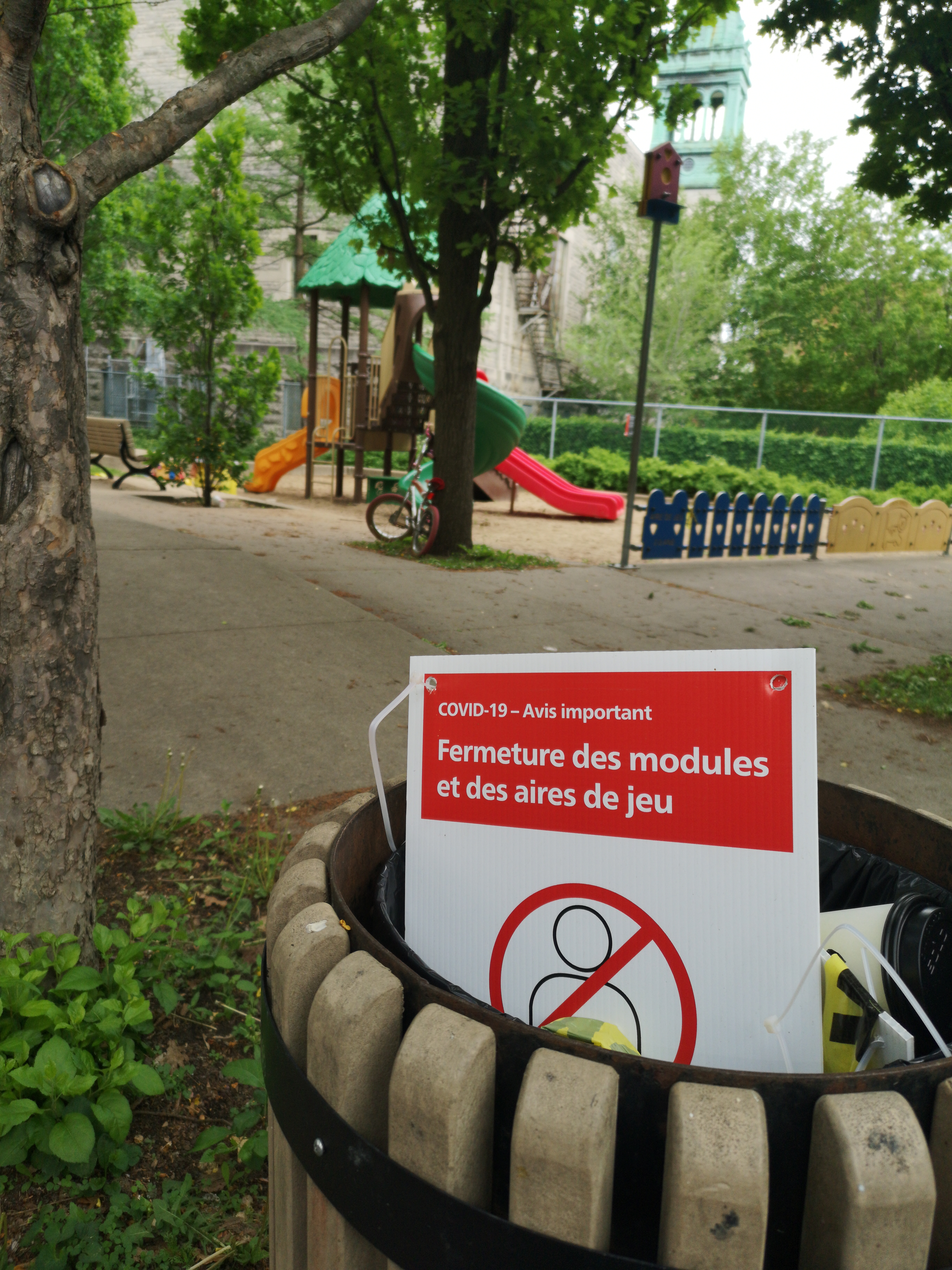
Affiche de la fermeture des modules de jeu dans une poubelle du parc Saint-Vincent-Ferrier, le 31 mai

Le 3 mai, le couvre-feu de l'île de Montréal et Laval passe de 20 h à 21 h 30. Ce même jour, les écoles primaires dans la région de la Capitale-Nationale et dans Chaudière-Appalaches  —  sauf à Bellechasse et à Beauce ainsi qu'à Etchemin  —  rouvrent.
Le 5 mai à 20 h, la région du Granit en Estrie passe en mesures spéciales d'urgence
Le 10 mai, les élèves du secondaires retournent en classe dans la région de Québec, de Bellechasse, de Lévis et de Montmagny-L'Islet. Dans ces régions, le couvre-feu passe de 20 h à 21 h 30 et les commerces non essentiels rouvrent. L'Abitibi-Témiscamingue passe de la zone orange à la zone jaune. Les mesures spéciales d'urgence sont levées dans la Capitale-Nationale et dans plusieurs MRC de Chaudière-Appalaches  — sauf à les Etchemins, à Beauce-Sartigan et à Robert-Cliche (aujourd'hui Beauce-Centre). Ces régions passent en zone rouge. En Outaouais, la Vallée-de-la-Gatineau et à Papineau passent au palier rouge.
Le 17 mai, la région de l'Outaouais et la MRC de Rimouski-Neigette dans le Bas-Saint-Laurent passent des mesures spéciales d'urgence à la zone rouge.
Le 18 mai, le gouvernement Legault annonce un plan de déconfinement progressif.
| Plan de déconfinement, | Plan de déconfinement, |
| Date                   | Mesures |
| ---------------------- | --- |
| 28 mai                 | - Le couvre-feu prend fin ; - Les terrasses dans les restaurants peuvent ouvrir ; - Un rassemblement dans la cour arrière d'une maison est permis à huit personnes ; - Les déplacements inter-régionaux permis ; - Dans les salles et les stades, limite de 250 personnes par section pour un total de 2 500 personnes. |
| 31 mai                 | - La majorité des régions passent en zone orange. |
| 11 juin                | - Les terrasses dans les bars peuvent ouvrir. |
| 14 juin                | - La majorité des régions passent en zone jaune. |
| 25 juin                | - Les personnes qui ont reçu un vaccin avec deux doses peuvent se rencontrer ; - Les camps de jours et de vacances peuvent ouvrir. |
| 28 juin                | - La majorité des régions passent en zone vert. |
| Fin août               | Si 75 % des personnes âgées de 12 ans et plus sont vaccinées : - Le port du masque dans la plupart des lieux publics ne sera pas obligatoire ; - Les étudiants dans les cégeps et universités peuvent retourner en cours en présence.                                                                                   |

Le 20 mai, le ministre de la Santé et des Services sociaux, Christian Dubé, annonce le déroulement de la vaccination des 12 à 17 ans.
Le 24 mai dans la soirée, les jeunes de 12 à 17 ans peuvent s'inscrire pour l'administration de la première dose sur le site de clicsanté.
Le 25 mai, toutes les zones restantes en mesures spéciales d'urgence passent en zone rouge. Ce même jour à 8 h, c'est le début de la vaccination des jeunes de 12 à 17 ans partout au Québec. Le premier ministre du Québec, François Legault, annonce pendant le point de point de presse de 13 h que les régions de la Montérégie, de la Capitale-Nationale, des Laurentides, de Lanaudière et de l'Outaouais passeront en zone orange à partir du 31 mai. Certaines municipalités de comté resteront en zone rouge. François Legault ajoute aussi que l'île de Montréal et de Laval resteront en zone rouge pour une semaine de plus.
Le 28 mai, fin du couvre-feu,.

### Juin

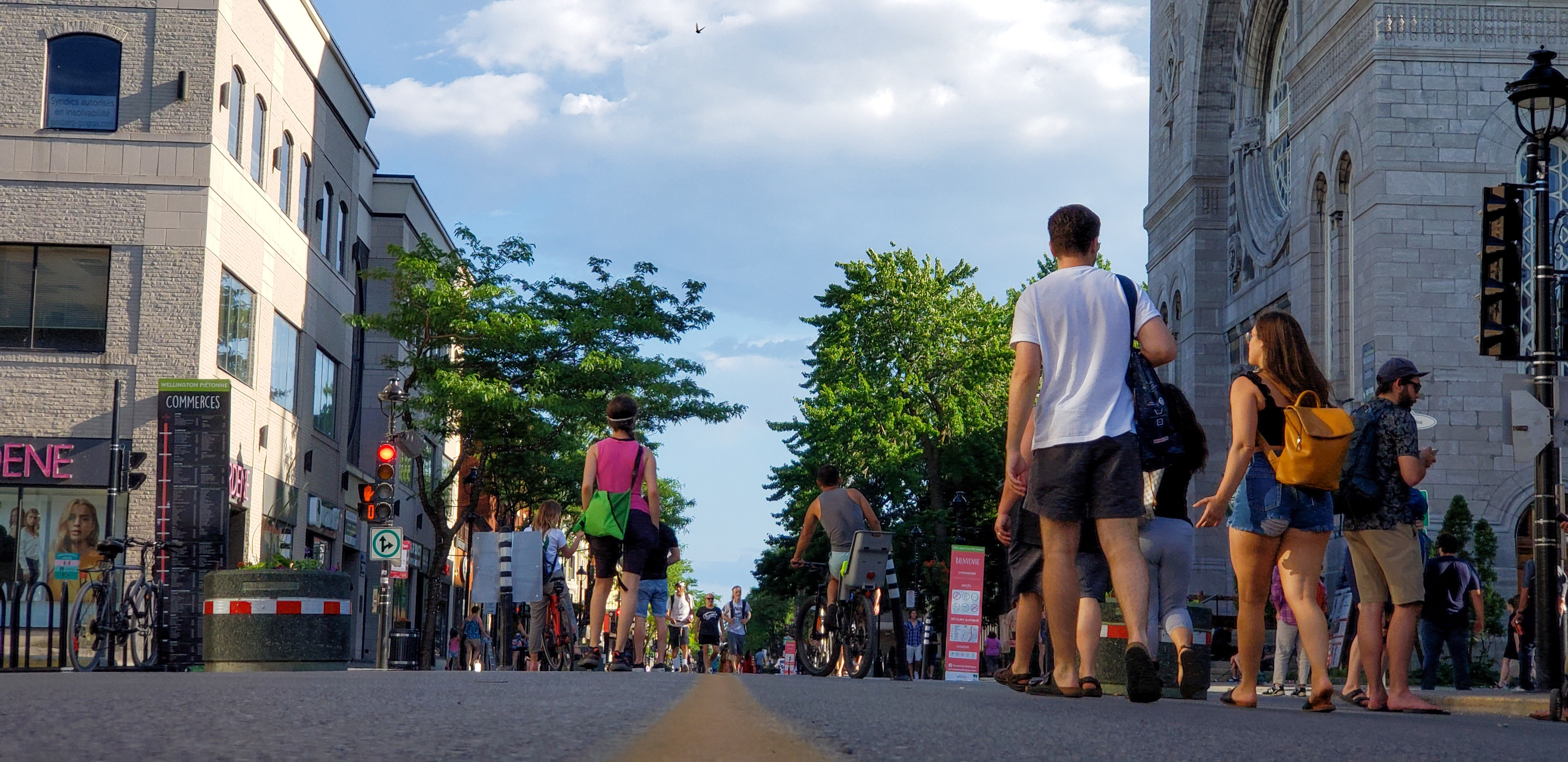
Piétonnisation de la rue Wellington à Verdun au Québec dû à la pandémie de la Covid-19 lors de la saison estivale 2020 (17 juin 2020).

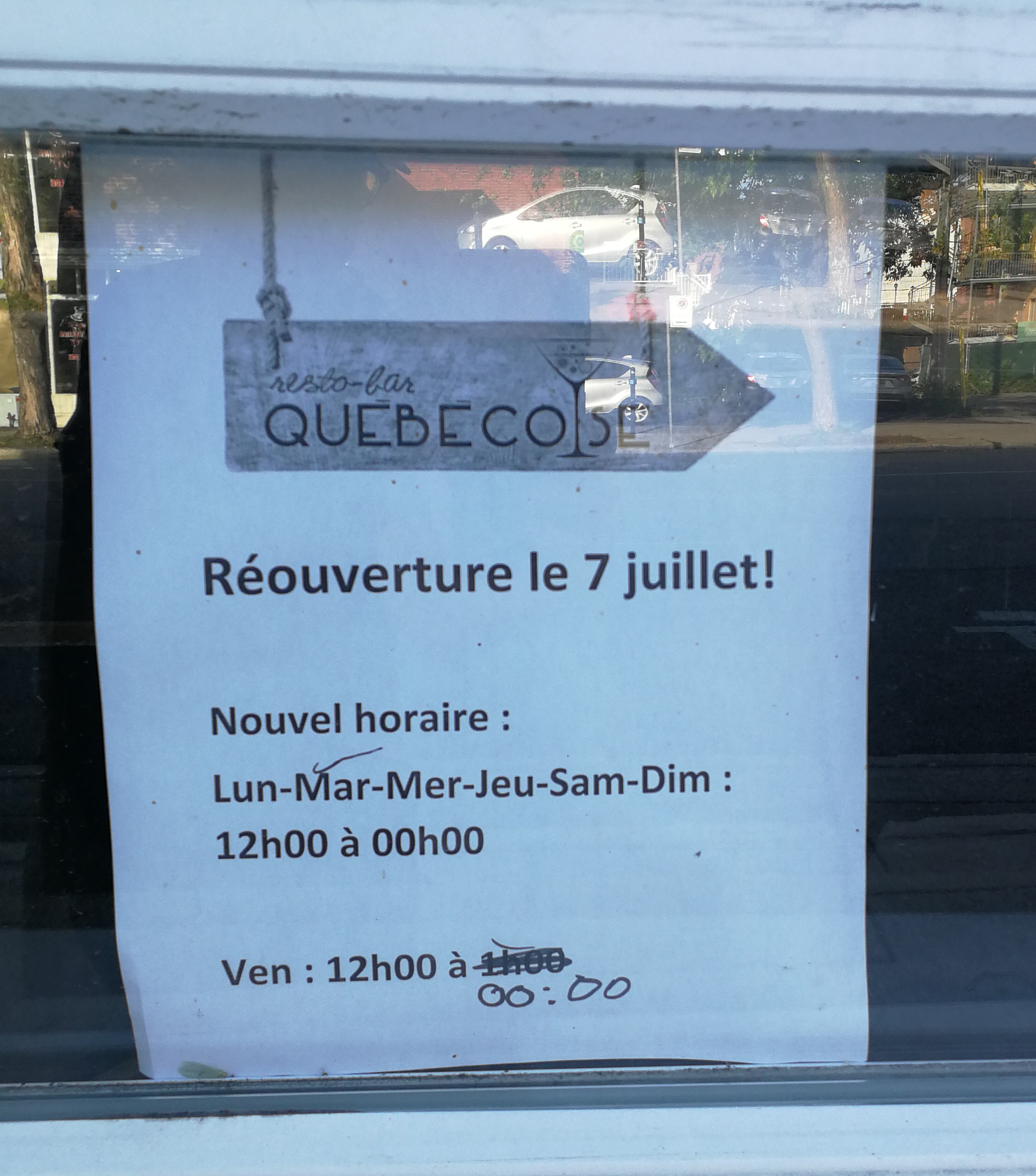
Affiche de la réouverture du resto-bar la Québécoise. On voit que l'heure de fermeture du vendredi est passée à minuit, à la suite des restrictions supplémentaires annoncées le 9 juillet.

Le 3 juin, il est annoncé, dans un communiqué du ministère de la Santé et des Services Sociaux (MSSS), que le délai pour l'administration de la deuxième dose des vaccins ARNm (Moderna et Pfizer) « passera de 16 à 8 semaines ou plus pour obtenir une réponse immunitaire plus élevée, plus rapidement ». Ce même jour, pendant le point de presse concernant la vaccination contre la Covid-19, Christian Dubé annonce les dates où les personnes pourront devancer leur rendez-vous. À cette même date, le taux de vaccination, pour la première dose, atteint 75 % chez la population adulte, devançant de trois semaines l'objectif initialement fixé.
Le 7 juin, la vaccination en milieu scolaire débute pour les jeunes de 12 à 17 ans partout à travers le Québec. Ce même jour, le ministre de l'Éducation, Jean-François Roberge, annonce sur Twitter que « En raison de la chaleur extrême [...] la Santé publique autorisera, dès [le 8 juin] et jusqu’à la fin de l’année [scolaire], les élèves à retirer leur masque lorsqu’ils sont en classe »,.
Le 11 juin, reprise des sports extérieurs pour les groupes de 25 personnes au maximum.
Le 15 juin, le Comité sur l’immunisation du Québec (CIQ) annonce que les Québécois ayant reçu une première dose du vaccin AstraZeneca peuvent maintenant choisir de recevoir en deuxième dose celui de Moderna ou de Pfizer-BioNTech.
Le 22 juin, achèvement officiel de la construction du Centre de production de produits biologiques à Montréal
Le 25 juin, tournois sportifs et compétitions extérieures permises. En zone verte, les activités extérieures jusqu'à 50 personnes sont permises.
Le 28 juin, toutes les régions passent au palier vert. Gisèle Lévesque, première vaccinée contre la Covid-19 du Québec en décembre 2020, s'éteint de cause naturelle au CHSLD où elle résidait depuis mars 2020.

### Juillet

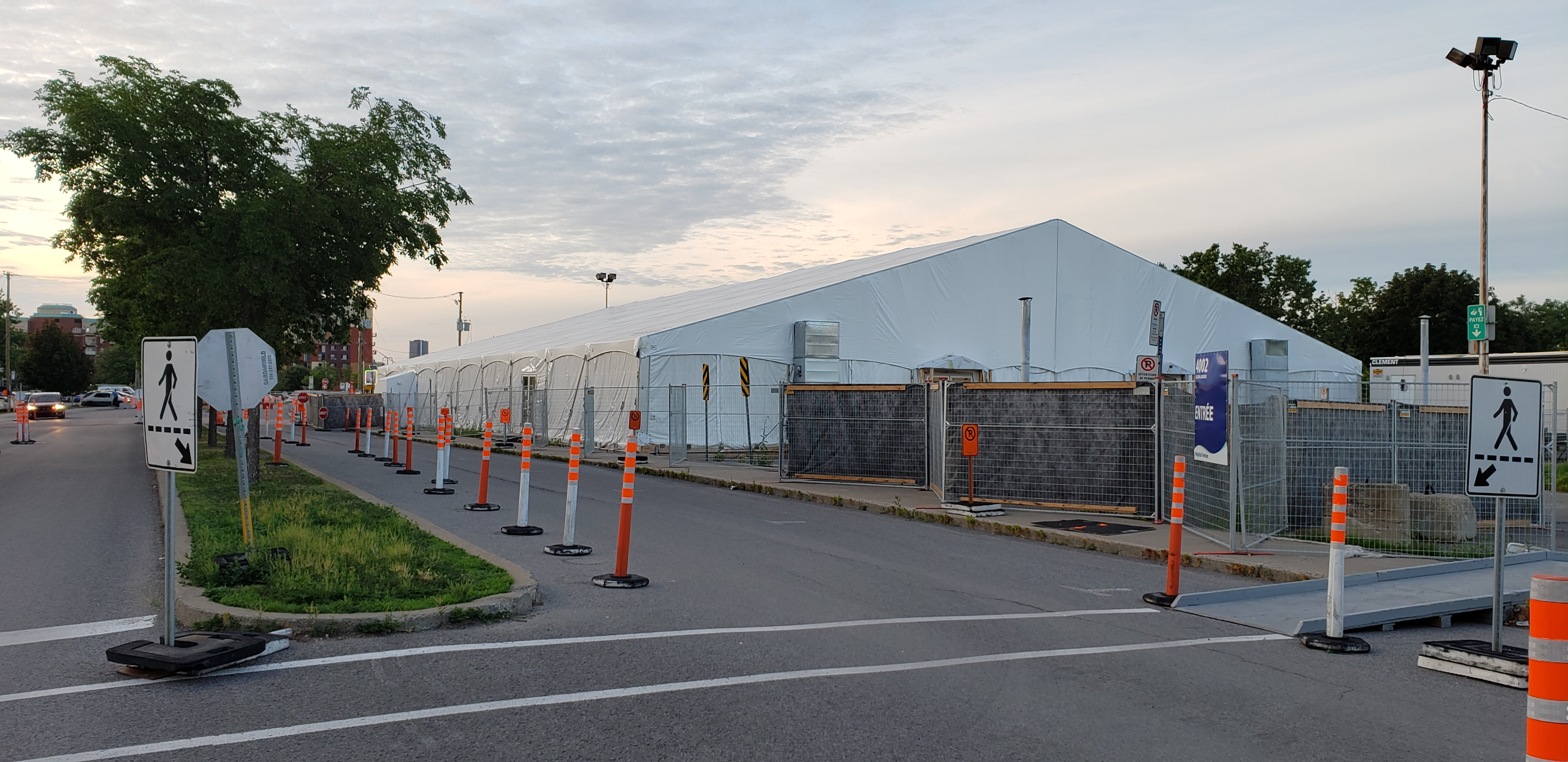
Annexe de l'hôpital de Verdun, érigée en 11 jours dans le stationnement

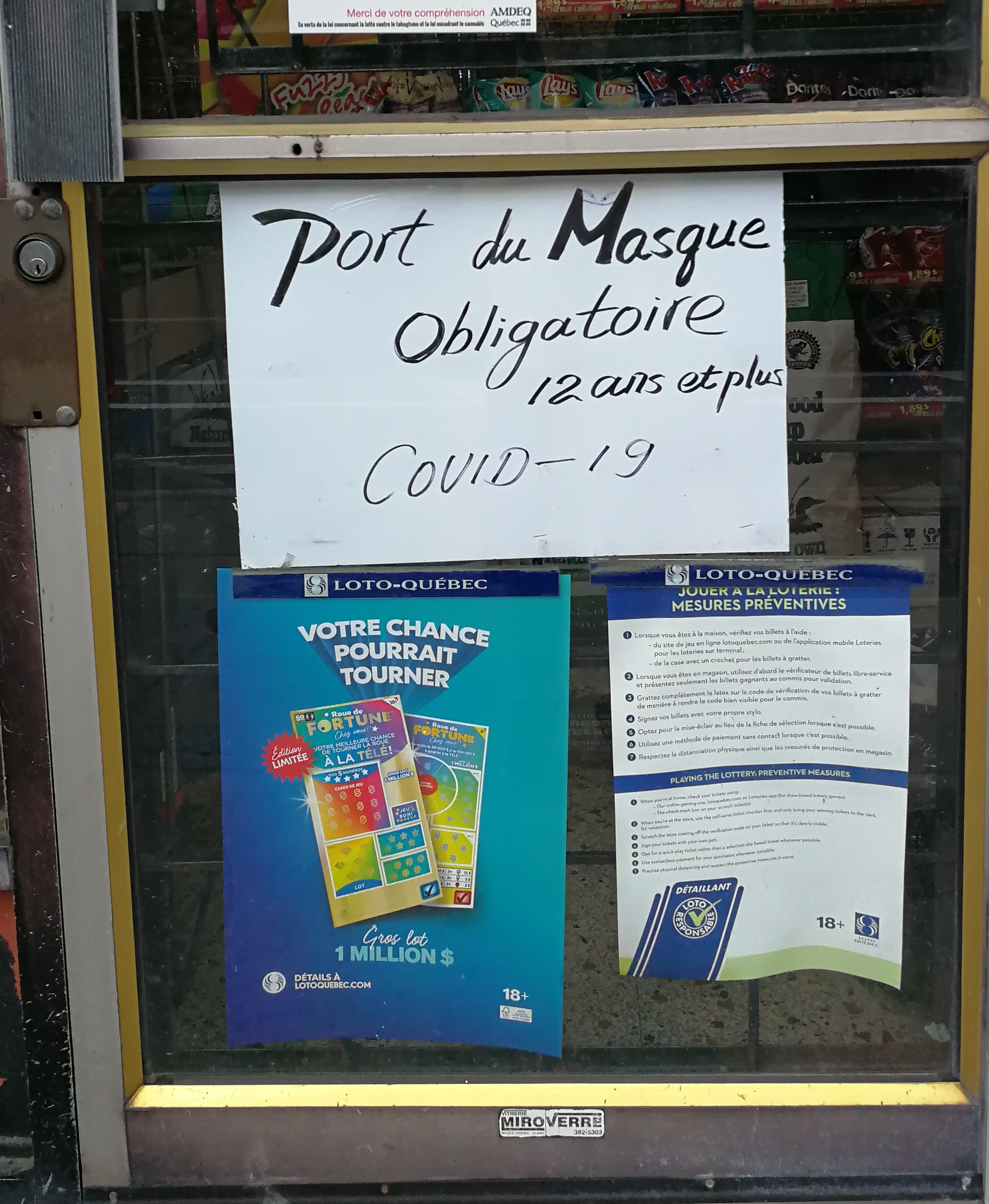
Affiche de port de masque obligatoire sur une porte de dépanneur

Le 5 juillet, le ministre de la Santé Christian Dubé, craignant une éclosion causée par le variant Delta au mois de septembre, annonce que le délai de vaccination passe à 4 semaines. Cette directive est effective dès le lendemain.

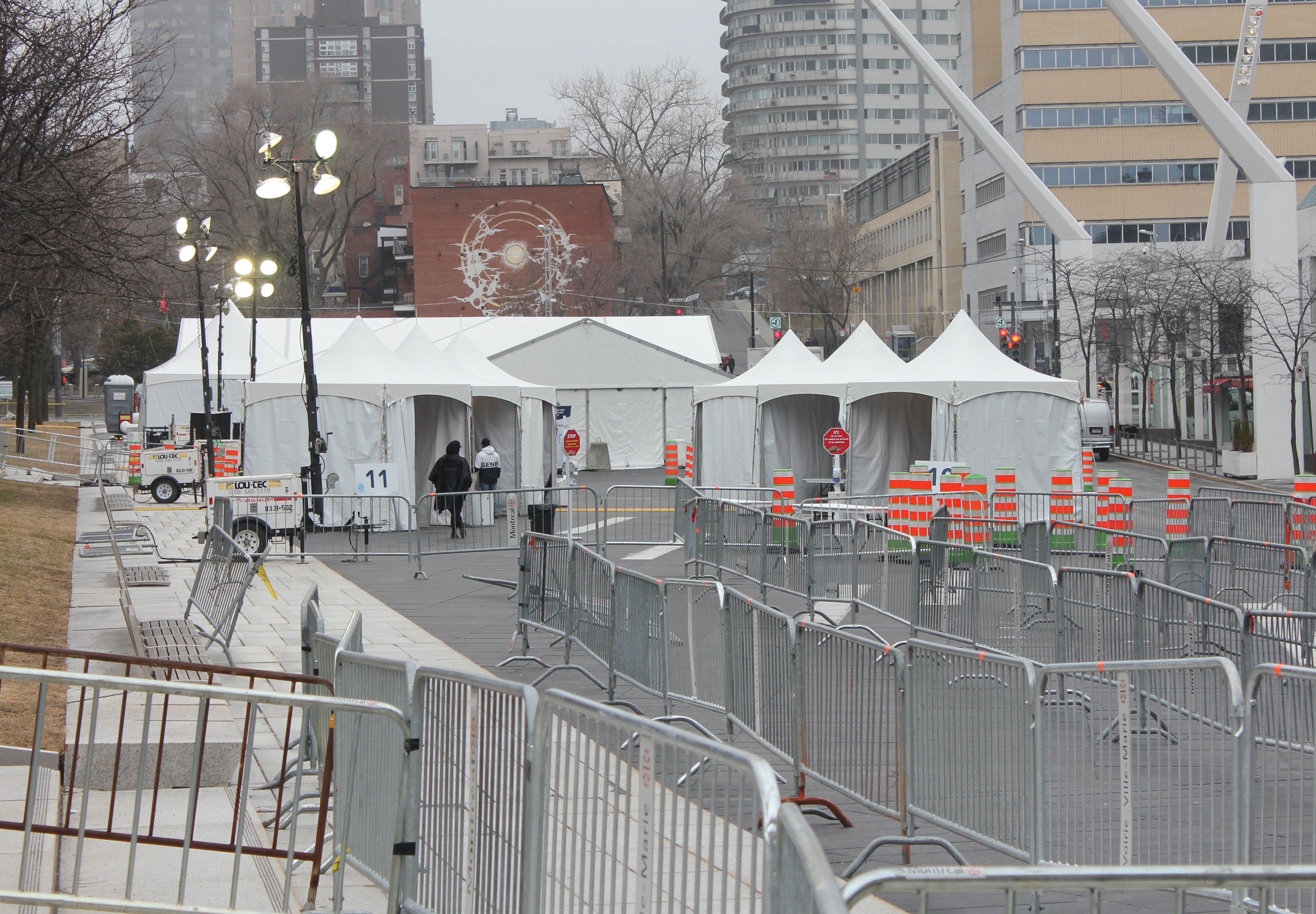
Clinique de dépistage temporaire de la Covid-19 à la Place-des-Arts à Montréal

Le 25 juillet, le gouvernement du Québec ouvre les inscriptions d'une loterie vaccinale nommée « Gagner à être vacciné » dont les grandes lignes avaient été annoncées le 16 juillet. Ce concours, réservé aux personnes vaccinées contre la Covid-19, se veut incitatif et vise à augmenter le taux de vaccination au sein de la population.

### Août
Le 1er août, la vente d'alcool est permise jusqu'à 1 h du matin et la limite du nombre de personnes pour les événements est rehaussée.
Le 25 août, l'application VaxiCode disponible sur AppStore.
Le 28 août, le délai d'isolement pour les cas positifs passe de 14 à 10 jours.
Le 30 août, l'application VaxiCode disponible sur Android

### Septembre
Le 1er septembre, mise en place du passeport vaccinal.
Le 30 septembre, 75 % de l'ensemble de la population du Québec est adéquatement vaccinée.

### Octobre
Le 8 octobre, retour à la pleine capacité dans les salles de spectacle.
Le 30 octobre est la date limite pour la vaccination des employés du gouvernement du Canada et des employés des secteurs sous réglementation fédérale

### Novembre
Le 1er novembre, la limite de capacité dans les bars et restaurants est levée.
Le 9 novembre 2021, le gouvernement du Québec annonce qu'une « dose additionnelle » de vaccin est disponible pour certaines clientèles, à condition que six mois se soient écoulés depuis la deuxième dose.
Le 15 novembre voit le retour de la danse et du karaoké dans les bars.
Le 24 novembre, début de la vaccination du groupe d'âge 5 à 11 ans.
Le 29 novembre, le premier cas du variant Omicron est détecté au Québec

### Décembre
Le 5 décembre, début de la 5e vague.

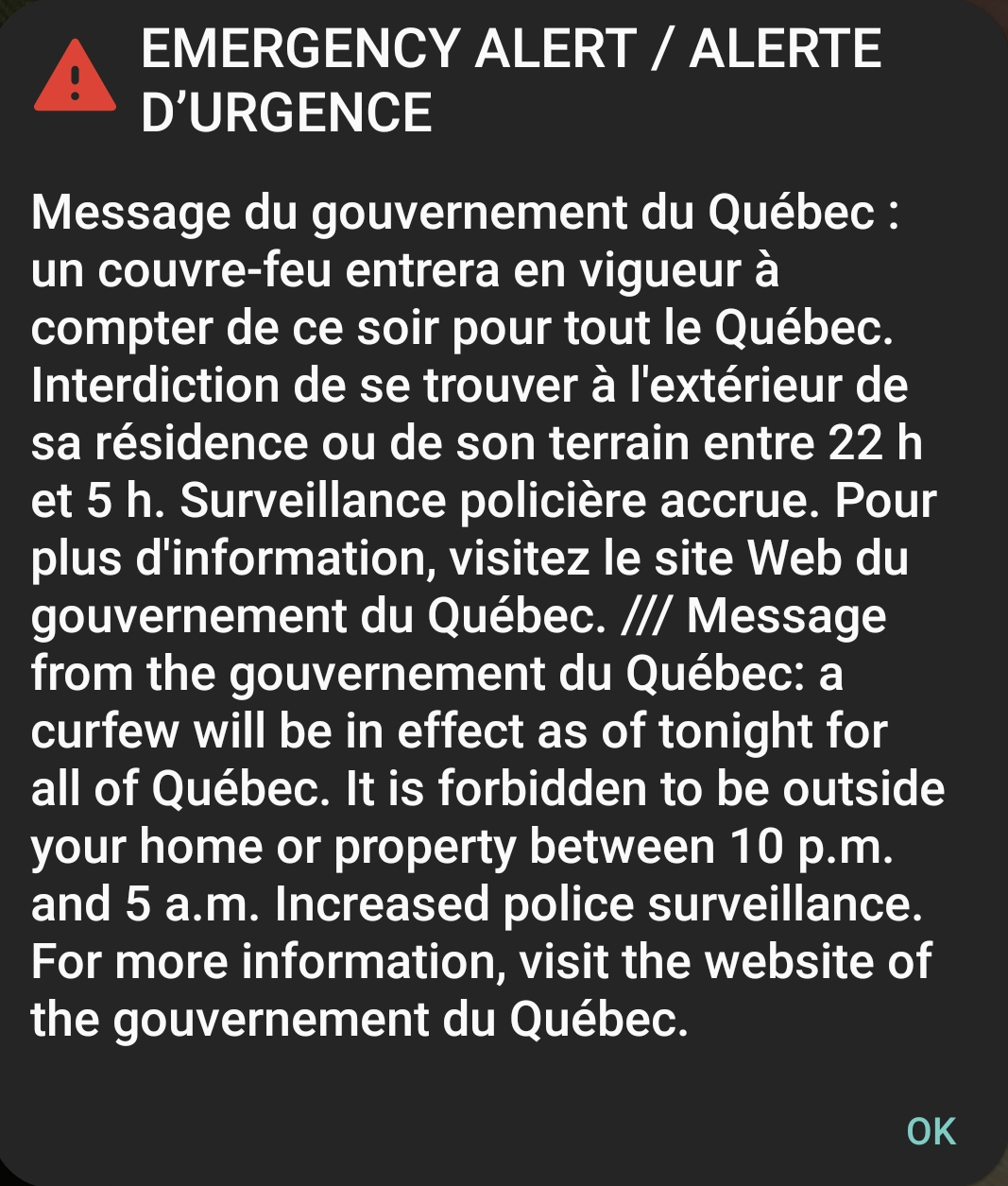
Message d'alerte du gouvernement du Québec pour le couvre-feu du 31 décembre 2021

Le 16 décembre, le gouvernement du Québec recommande l'administration d'une dose de rappel.
Le 19 décembre, une manifestation d'environ 1 000 personnes a lieu à Montréal contre la troisième dose, appelée « l'autre booster », en particulier, et les mesures sanitaires en général.
Le  20 décembre, le gouvernement annonce la fermeture des écoles primaires et secondaires, et le retour en classe est repoussé au 10 janvier 2022. Le gouvernement annonce également la fermeture des bars, gyms, cinémas et salles de spectacles. Cette restriction ne s'applique pas aux musées ni aux bibliothèques.
Le 26 décembre, pour faire face à la hausse causée par le variant Omicron, le gouvernement limite les rassemblements privés à 6 personnes.
Le 30 décembre, la date de rentrée en classe est repoussée d'une autre semaine, la reportant au 10 janvier. Les enseignants devront donner des cours à distance, comme lors des fermetures précédentes.
Le 31 décembre, un nouveau couvre-feu est mise en place de 22 h à 5 h du matin.

## 2022

### Janvier
Le 2 janvier, premier de trois dimanches de fermeture pour les magasins. Les pharmacies, les stations-service et les dépanneurs sont exemptés. La réouverture le dimanche est prévue pour le 23 janvier.
Le 4 janvier, le nombre de jours en isolement obligatoire passe de 10 à 5 jours pour les personnes doublement vaccinées. Des images d'influenceurs québécois sur le party dans un vol nolisé ne respectant pas les règles sanitaires et aérienne font le tour du pays.
Le 5 janvier, devant la hausse fulgurante, et insoutenable à long terme, du nombre de tests de dépistage PCR, la Santé publique restreint son accessibilité à des groupes ciblés et dirige la population générale vers les autotests antigéniques (tests rapides).
Le 8 janvier, le Collège des médecins du Québec demande au gouvernement d'imposer plus rapidement des restrictions supplémentaires aux personnes non vaccinées. L'exigence du passeport vaccinal devrait couvrir un vaste ensemble de commerces et de lieux publics, selon le Collège des médecins.
Le 10 janvier, Horacio Arruda, directeur national de santé publique, remet sa démission au premier ministre François Legault. Il est remplacé par le président-directeur général de l’Institut national en santé et services sociaux, Luc Boileau, qui assume les responsabilités du poste par intérim.
Le 18 janvier, le passeport vaccinal devient obligatoire pour accéder aux succursales de la SAQ et de la SQDC.
Le 21 janvier, une étude du Centre interuniversitaire de recherche en analyse des organisations estime que de 33 000 à 58 000 nouveaux cas de Covid-19 ont été enregistrés chaque jour au Québec dans les derniers jours, soit de cinq à huit fois plus que les 6 500 à 7 000 cas rapportés par les autorités dans les bilans quotidiens.
Le 24 janvier, le passeport vaccinal est nécessaire pour les clients des magasins à grande surface (plus de 1 500 m2), sauf pour les pharmacies et épiceries. Cette exigence ne s'applique ni aux employés, ni aux entrepreneurs en construction dans les quincailleries.
Le 25 janvier, le gouvernement du Québec annonce des allégements des mesures sanitaires pour les réunions à l'intérieur dans les résidences privées et dans les salles à manger. Le mot d'ordre de François Legault est « il faut y aller mollo ».
Le 26 janvier, le gouvernement du Québec met en ligne un site web pour permettre l'autodéclaration des cas positifs aux autotests de dépistage.
Le 27 janvier, première conférence de presse du directeur de la Santé publique sans élus. Depuis le début de la pandémie, les points de presse étaient conjoints, contrairement à l'usage dans les autres provinces du Canada.
Le 28 janvier, des convois partant du Québec et des maritimes converge vers Montréal et partent tôt le lendemain matin en direction d'Ottawa pour prendre part au Convoi de la liberté. Sur le bord de certaines routes et sur certains viaducs le long du trajet, des gens se regroupent pour les appuyer.
Le 31 janvier, réouverture des salles à manger des restaurants, possibilité de visiter des gens à domicile (2 bulles) et possibilité pour les jeunes de moins de 18 ans de faire des activités sportives à l'intérieur.

### Février

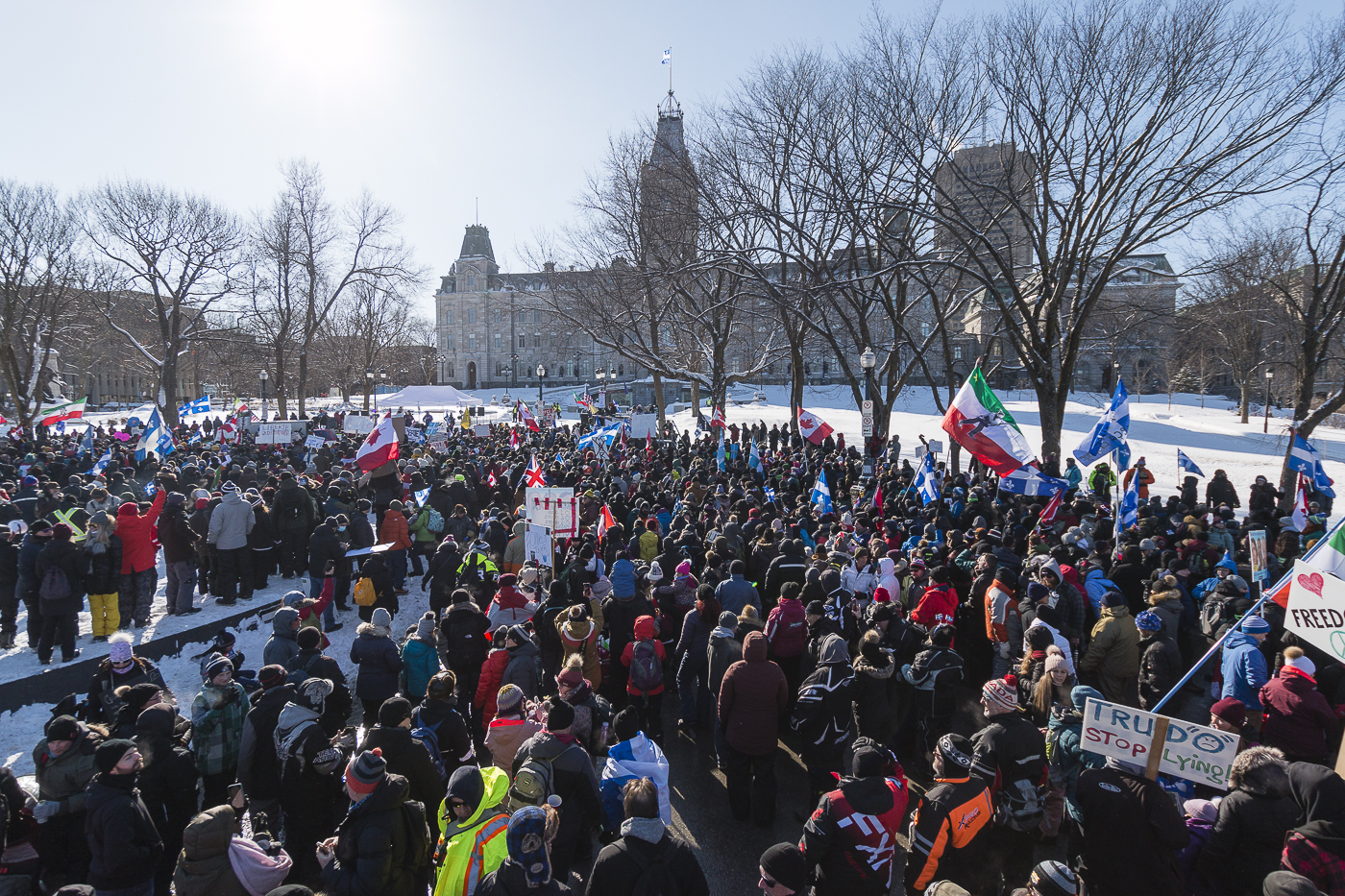
Manifestation à Québec dans le cadre du Convoi de la liberté

Le 5 février, un convoi de manifestants arrive à Québec, calquant le Convoi de la liberté d'Ottawa ayant débuté une semaine plus tôt. Les autorités de la Ville de Québec ayant tiré des leçons du l'installation à long terme des manifestants à Ottawa, ont interdit l'accès aux poids lourds à certain endroit, et empêche les manifestants d'installer des camps,.
Le 8 février, le gouvernement Legault annonce un plan de déconfinement en 5 dates pour le printemps.
Le 9 février, Luc Boileau, directeur national de santé publique, révèle que 40 à 50 % des Québécois auraient contracté la maladie depuis le début de la pandémie, dont environ la moitié au cours de la seule cinquième vague. Ces estimations sont considérablement plus élevées que les nombres de cas officiellement enregistrés, soit environ 440 000 au cours de la cinquième vague et 890 000 en tout. Ces chiffres permettent d'estimer que 0,56 % des infectés québécois au variant Omicron sont hospitalisés et que 0,11 % en meurent.
Le 24 février, on estime à 3 millions le nombre de Québécois ayant contracté la Covid-19 entre le mois de décembre 2021 et le 1er février 2022.

### Mars
Le 30 mars, début de la 6e vague.

### Avril
Le 1er avril, le Paxlovid peut désormais être prescrit par les pharmaciens

## Dates de début et fin des mesures
Les mesures décrites dans ces tableaux s'appliquent au Québec dans son ensemble, avec les précisions géographiques qu'on y trouve, et couvrent la période du 13 mars au 7 septembre 2020. À partir du 8 septembre 2020, le gouvernement du Québec met en place des mesures qui s'appliquent aux régions administratives du Québec et qui sont décrites par le système d’alertes et d’interventions régionales.

### Fermeture et de réouverture d'établissements
| Dates de fermeture et de réouverture                               | Dates de fermeture et de réouverture                   | Dates de fermeture et de réouverture |
| Quoi                                                               | Fermeture                                              | Réouverture |
| ------------------------------------------------------------------ | ------------------------------------------------------ | --- |
| Garderies                                                          | 13 mars 2020                                           | Hors Montréal: - 10 mai 2020 (50 %) - 8 juin 2020 (75 %) - 22 juin 2020 (100 %) Montréal/Joliette/Épiphanie: - 18 mai 2020 - 25 mai 2020 - 1er juin 2020 (50 %) - 29 juin 2020 (75 %) - 13 juillet 2020 (100 %)      |
| Écoles primaires et secondaires                                    | 13 mars 2020                                           | Hors Montréal: - 10 mai 2020 Montréal/Joliette/Éphiphanie: - 18 mai 2020 - 25 mai 2020 - Rentrée scolaire 2020 |
| Écoles primaires et secondaires                                    | 17 décembre 2020                                       | 11 janvier 2021, |
| Écoles primaires et secondaires                                    | 20 décembre 2021                                       | - 10 janvier 2022 - 17 janvier 2022 |
| Cégeps et universités                                              | 13 mars 2020                                           | - Rentrée scolaire 2020 |
| Cégeps et universités                                              | 20 décembre 2021                                       | - 10 janvier 2022 - 17 janvier 2022 |
| Lieux culturels (musée, bibliothèque)                              | Montréal: - 13 mars 2020 Hors Montréal: - 15 mars 2020 | 29 mai 2020 |
| Lieux culturels (musée, bibliothèque)                              | 25 décembre 2020                                       | - 11 janvier 2021 - 8 février 2021 |
| Cinéma et salle de spectacles                                      | 15 mars 2020                                           | - réouverture, maximum de 50 personnes, 2 sièges entre chaque bulle : 3 juillet 2020 - port du masque obligatoire : 18 juillet 2020 - 250 personnes maximum : 3 août 2020 - 2 500 personnes maximum : 28 mai 2021    |
| Cinéma et salle de spectacles                                      | 5 octobre 2020 (zones rouges)                          | - Cinéma : 26 février 2021 - Salle de spectacles : 26 mars 2021 |
| Cinéma et salle de spectacles                                      | 20 décembre 2021                                       | - 50 % de capacité, 500 personnes max : 7 février 2022 - 50 % de capacité, sans limite max : 21 février 2022 - 100 % de capacité : - salle de spectacle : 28 février 2022 - grande salle de spectacle : 14 mars 2022 |
| Bar, gymnase, piscine, piste de skis                               | 15 mars 2020                                           | - Piscine extérieure, jeux dans les parcs : 30 mai 2020 - Salles d'entraînement, piscines et plages publiques : 22 juin 2020 - Tout le reste : 25 juin 2020                                                          |
| Bar, gymnase, piscine, piste de skis                               | 20 décembre 2021 (piscines ouvertes)                   | - Chalet de ski à 50 % de capacité : 31 janvier 2022 - Bar à une capacité de - 50 % : 28 février 2022 - 100 % : 14 mars 2022                                                                                         |
| Casino                                                             | 13 mars 2020                                           | - Charlevoix et Mont-Tremblant : 16 juillet 2020 - Lac-Leamy : 23 juillet 2020 - Montréal : 3 août 2020 |
| Casino                                                             | 20 décembre 2021                                       | 14 février 2022: Salles d'entraîment, spas |
| Centres commerciaux, restaurants (salle à manger)                  | 22 mars 2020                                           | Restaurants : - hors Montréal : 15 juin 2020 - Montréal/Joliette/Épiphanie: 22 juin 2020 Centres commerciaux: - hors Montréal : 1er juin 2020 - Montréal/Joliette : 19 juin 2020                                     |
| Centres commerciaux, restaurants (salle à manger)                  | 25 décembre 2020                                       | - 11 janvier 2021 - 8 février 2021 |
| Centres commerciaux, restaurants (salle à manger)                  | 20 décembre 2021                                       | - 50 % de capacité : 28 février 2022 |
| Centres commerciaux, restaurants (salle à manger)                  | Salle à manger (restaurants) : 20 décembre 2021        | - 31 janvier 2022 : 50 % de capacité, 4 personnes de 2 bulles familiales, - 12 février 2022 : 10 personnes de 3 adresses à la même table                                                                             |
| Soins de santé (coiffeur, dentiste, psychologue, optométrie, etc.) | 22 mars 2020                                           | Hors Montréal/Joliette : - 1er juin 2020 Montréal/Joliette : - 15 juin 2020 |
| Soins de santé (coiffeur, dentiste, psychologue, optométrie, etc.) | 25 décembre 2020                                       | - 11 janvier 2021 - 8 février 2021 |
| Entreprises et commerces non essentiels                            | 23 mars 2020                                           | Hors Montréal : - 4 mai 2020 Montréal : - 11 mai 2020 - 18 mai 2020 - 25 mai 2020 |
| Entreprises et commerces non essentiels                            | 25 décembre 2020                                       | - 11 janvier 2021 - 8 février 2021 |
| Tours à bureaux                                                    | 20 mars 2020                                           | - 15 juillet 2020: 25 % |
| Entreprises minières et estivales                                  | 23 mars 2020                                           | 15 avril 2020 |
| Chantiers de construction                                          | 23 mars 2020                                           | 20 avril 2020 (résidentielle, pour les projets devant être livrés avec le 31 juillet) 10 mai 2020 |
| Camping, chalets de location                                       | 23 mars 2020,                                          | 1er juin 2020 |
| Festival                                                           | 10 avril 2020                                          | - 31 août 2020 - 6 août 2020 : < 250 personnes |
| Palais de justice                                                  | 15 mars 2020                                           | 1er juin 2020 |

1. ↑  Cette absence de décès est selon la date rapportée, pas selon la date de décès. En d'autres mots, au 22 juin l'INSPQ n'avait reçu aucune déclaration de décès pour les 24 dernières heures, mais dans les jours suivants, 5 décès ont été déclarés pour cette période (de 5433 à 5438).
2. ↑  Sauf indication contraire, toutes les dates sont en 2020 et concernent le territoire du Québec en entier.
3. ↑  La date de réouverture est celle où il est légalement permis de le faire, et non pas celle à laquelle les réouvertures seront effectives. Par exemple, les piscines sont de juridiction municipale, alors que la date de réouverture possible a été choisie par le gouvernement du Québec. Cette date est également celle où il est possible de se rendre dans ce lieu, qu'il y ait ou non des mesures qui ne sont pas normalement en place, comme la distanciation physique ou encore la diminution de la fréquentation maximale.
4. ↑  Aménagement paysager, pépinières, centres de jardins et piscines
5. ↑  À l'exception des snowbirds de retour des États-Unis et qui n'ont pas d'autres options de logement au Québec.

### Mesures prophylactiques
| Dates de début et de fin des mesures prophylactiques      | Dates de début et de fin des mesures prophylactiques | Dates de début et de fin des mesures prophylactiques |
| Quoi                                                      | Début | Fin (changement) |
| --------------------------------------------------------- | --- | --- |
| Couvre-feu                                                | 9 janvier 2021 : de 20 h à 5 h | - 8 février 2021 - 22 février 2021 - 26 mars 2021 (zone jaune) - 28 mai 2021 |
| Couvre-feu                                                | 31 décembre 2021 : de 22 h à 5 h | 17 janvier 2022 |
| Interdiction de rassemblements intérieurs                 | - 12 mars 2020 : > 250 personnes - 20 mars 2020 : tous rassemblements | - Rassemblement intérieur dans les résidences privées jusqu'à 10 personnes: - 15 juin 2020 : hors Montréal - 22 juin 2020 : Montréal/Joliette/Épiphanie - 22 juin 2020 : 50 personnes dans les lieux publics intérieurs, sauf les bars - 3 août 2020 : 250 personnes dans les lieux publics, intérieurs et extérieurs                                                                     |
| Interdiction de rassemblements intérieurs                 | - 26 décembre 2021 : 6 personnes ou 2 bulles - 31 décembre 2021 : tout rassemblement | - 31 janvier 2022 : quatre personnes (ou deux bulles familiales) - 12 février 2022 : 10 personnes, 3 bulles - 14 mars 2022 12 mars 2022 : 100 % de capacité |
| Interdiction de rassemblements publics extérieurs         | 22 mai 2020 : plus de 10 personnes | - 8 juin 2020 : Entraînements sportifs extérieurs sans contact - 22 juin 2020 : Reprise des sports intérieurs, à l'exception des sports de combat - 2 septembre 2020 : Reprise des sports de combat - 28 mai 2021 : 2 500 personnes maximum dans les stades - 11 juin 2021 : Pratique sportive jusqu'à 25 personnes - 25 juin 2021 : Pratique sportive jusqu'à 50 personnes en zone verte |
| Interdiction de rassemblements publics extérieurs         | 23 décembre 2021 : plus de 50 personnes | 14 février 2022: 5 000 personnes |
| Urgence sanitaire                                         | 13 mars 2020 | - 1er juin 2022, - 31 décembre 2022: pouvoirs extraordinaires |
| Isolement pour les cas positifs                           | - 14 jours : - 10 jours : 28 août 2021 - 5 jours : 4 janvier 2022 | |
| Interdiction/restriction visite CHSLD et hôpitaux         | 14 mars 2020 | 16 avril 2020 |
| Interdiction/restriction visite CHSLD et hôpitaux         | 17 décembre 2020 | 11 janvier 2021 |
| Interdiction/restriction visite CHSLD et hôpitaux         | En CHSLD et RPA - 20 décembre 2021 : 4 visiteurs par jour - Du 23 décembre au 25 décembre : passeport vaccinal obligatoire pour les visiteurs - 26 décembre 2021 : 2 visiteurs par jour - 4 janvier 2022 : aucun visiteur, un seul proche aidant vacciné par jour | - 31 janvier 2022 : 2 visiteurs par jour en CHSLD, 4 en RPA |
| Distanciation physique pour les rassemblements extérieurs | - 2 mètres : 20 mars 2020 - 1 mètre : 12 juillet 2021 | - 1 mètre pour les enfants de moins de 16 ans, tous lieux confondus : 22 juin 2020 - Fin de la distanciation physique pour les enfants dans les garderies : 18 juin 2020 |
| Barrages routiers                                         | 28 mars 2020, | - 4 mai 2020 : Laurentides, Lanaudière, Chaudière-Appalaches, Rouyn-Noranda - 11 mai 2020 : Outaouais (à l’exception de Gatineau), Abitibi, Saguenay–Lac-Saint-Jean et La Tuque - 18 mai 2020 : Bas-Saint-Laurent, Gaspésie, Îles-de-la-Madeleine, Charlevoix, Gatineau, - 1er juin 2020 : Côte-Nord - 9 juin 2020 : Nord-du-Québec                                                       |
| Danse, à l'intérieur dans les lieux publics               | 9 juillet 2020 | 15 novembre 2021 |
| Danse, à l'intérieur dans les lieux publics               | 20 décembre 2021 | - 14 mars 2022 - 12 mars 2022 |
| Port obligatoire du masque                                | - 13 juillet 2020 : Transport en commun, - 18 juillet 2020 : Lieux publics intérieurs - 6 avril 2021 : Activités extérieures par palier | Transport en commun: - 18 juin 2022 Lieux publics: - mi-avril 2022 - 30 avril 2022 - 14 mai 2022 |
| Interdiction du karaoké                                   | 10 septembre 2020 | 15 novembre 2021 |
| Interdiction du karaoké                                   | 20 décembre 2021 | - 14 mars 2022 - 12 mars 2022 |
| Un client par 20 m2 de superficie dans les magasins       | 4 décembre 2020 | 21 février 2022 |
| Quarantaine pour les voyageurs revenant de l'étranger     | - 25 mars 2020 : à la maison - 31 janvier 2021 : à l'hôtel | |
| Fermeture des magasins le dimanche                        | - 2, 9 et 16 janvier 2022 | 23 janvier 2022 |